# Daniel Allan Howard
Pour les articles homonymes, voir Howard.
Daniel Allan Howard est un joueur australien de volley-ball, né le 13 décembre 1976 à Kingscote (Australie-Méridionale). Il mesure 2,09 m et joue central.

## Clubs
| Club                  | Pays      | De        | À         |
| --------------------- | --------- | --------- | --------- |
| Tumverein             | Allemagne | 1997-1998 | 1997-1998 |
| Gioia del Volley      | Italie    | 1998-1999 | 1998-2000 |
| Pallavolo Ferrare     | Italie    | 2000-2001 | 2001-2002 |
| Gonzaga Milan (joker) | Italie    | 2001-2002 | 2001-2002 |
| BluVolley Vérone      | Italie    | 2002-2003 | 2006-2007 |
| Gabeca Pallavolo      | Italie    | 2007-2008 | 2008-2009 |
| BluVolley Vérone      | Italie    | 2009-2010 | 2009-2010 |